# Vjosa Osmani
Vjosa Osmani-Sadriu (Kosovska Mitrovica, 17 de maio de 1982), é uma jurista e política kosovar, sendo a atual Presidente de seu país desde 4 de abril de 2021.
Ela já atuou como presidente da Assembleia do Kosovo e como presidente em exercício do país após a renúncia do ex-presidente Hashim Thaçi. Ela é professora da Universidade de Pristina, RIT Kosovo; também lecionou como professora visitante na Universidade de Pittsburgh. Osmani foi a candidata da Liga Democrática do Kosovo (LDK) a primeira-ministra nas eleições parlamentares de Kosovo em 2019. Na eleição presidencial de 2021, foi candidata conjunta à presidência do partido Vetëvendosje e de seu próprio partido, Guxo.

## Biografia
Vjosa Osmani-Sadriu nasceu em 1982 em Kosovska Mitrovica, Kosovo. Concluiu o ensino fundamental e médio em sua cidade natal. Osmani é casada e mãe de duas filhas gêmeas. Além do albanês, também fala inglês, turco, espanhol e sérvio.[carece de fontes?]
Osmani concluiu seu bacharelado  na Universidade de Pristina. Em 2005, concluiu seu mestrado em Direito pela Universidade de Pittsburgh. Durante a graduação, recebeu duas vezes o Prêmio Excelência para o Futuro da universidade. De 2009 a 2014, completou seus estudos de doutorado na mesma universidade.
Como professora universitária, lecionou cursos na área de Direito Internacional em Kosovo, enquanto nos Estados Unidos lecionou uma disciplina intitulada "Construção do Estado e Direito: A Experiência de Kosovo". Osmani é, atualmente, presidente do Comitê de Relações Exteriores, Diáspora e Investimentos Estratégicos. Já atuou como presidente da Comissão de Integração Europeia e vice-presidente da Comissão de Reformas Constitucionais em Kosovo. Ela também foi homenageada com o Sheth International Achievement Award, da Universidade de Pittsburgh, por sua contribuição ao campo dos direitos humanos.[carece de fontes?]

## Carreira política
A carreira política de Osmani começou na adolescência, como ativista do LDK. Em 27 de agosto de 2009, foi eleita Chefe de Gabinete do então Presidente da República Fatmir Sejdiu. Osmani foi membro da Assembleia do Kosovo pelo LDK por três mandatos sendo que, nos últimos dois, foi a mulher mais votada do país. Ela é conhecida por sua contribuição para a independência do Kosovo. Ela atuou como representante de seu país em um caso no Tribunal Internacional de Justiça, onde defendeu a legalidade de sua independência.[carece de fontes?]
Vjosa Osmani foi vista como possível primeira-ministra nas eleições parlamentares de 2019. Enquanto fazia campanha para as eleições, Osmani disse acreditar que o povo Kosovo está pronto para uma primeira-ministra mulher, e que ela seria capaz de lutar contra a corrupção, bem como prometer reformas de livre mercado.[carece de fontes?]